# Combretum mossambicense
Combretum mossambicense (Klotzsch) Engl., es una especie de planta de la familia Combretaceae. Es un arbusto trepador que se encuentra en el sur de África. Es una planta que forma masas de bonitas flores de color rosas y blancas que se muestran en las ramas desnudas a principios de la primavera. Son fragantes y se asemejan a pequeñas bocanadas de polvo que atraen a una variedad de insectos polinizadores.

## Hábitat
Esta especie se encuentra en bajos matorrales en zonas cálidas, áridas, en las colinas y, a menudo cerca de los ríos en el sur de África, Zimbabue, Mozambique, Botsuana, Namibia y en el norte seco de África tropical.

## Descripción
Es un arbusto trepador caduco que por lo general se mezcla fácilmente en torno a matorrales. Sin embargo, es posible que también forme un arbusto o árbol pequeño (3-4 m de alto, 3 m de ancho). Las flores aparecen desde agosto a noviembre (de primavera a verano), y son seguidas por cinco o, a veces, cuatro, frutos alados teñidos de color rosa que para el tiempo de maduración se torna de color marrón. La corteza es lisa y de color gris a marrón.

## Usos en la medicina popular
Las raíces y las hojas de C. mossambicense y Acalypha villicaulis son trituradas y cocidas en agua abundante. El extracto se utiliza como vapor en la cara para reducir la hinchazón causada por un absceso dental, o por inflamación de los ojos. Compresas calientes son elaboradas a partir de la escoria.  El extracto también se utiliza para aliviar la hinchazón de partes del cuerpo. El líquido también puede ser frotado en las pequeñas hinchazones.

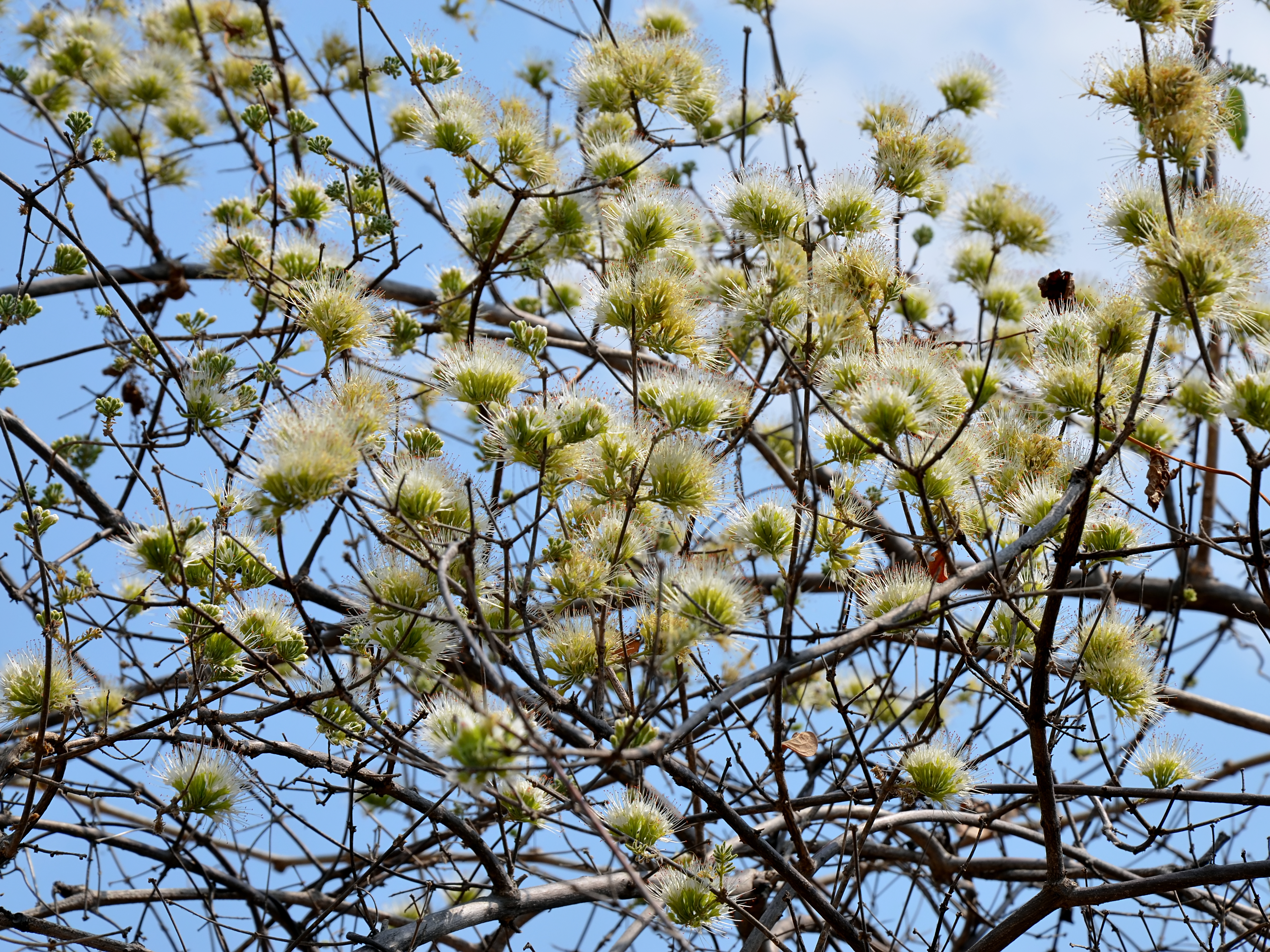

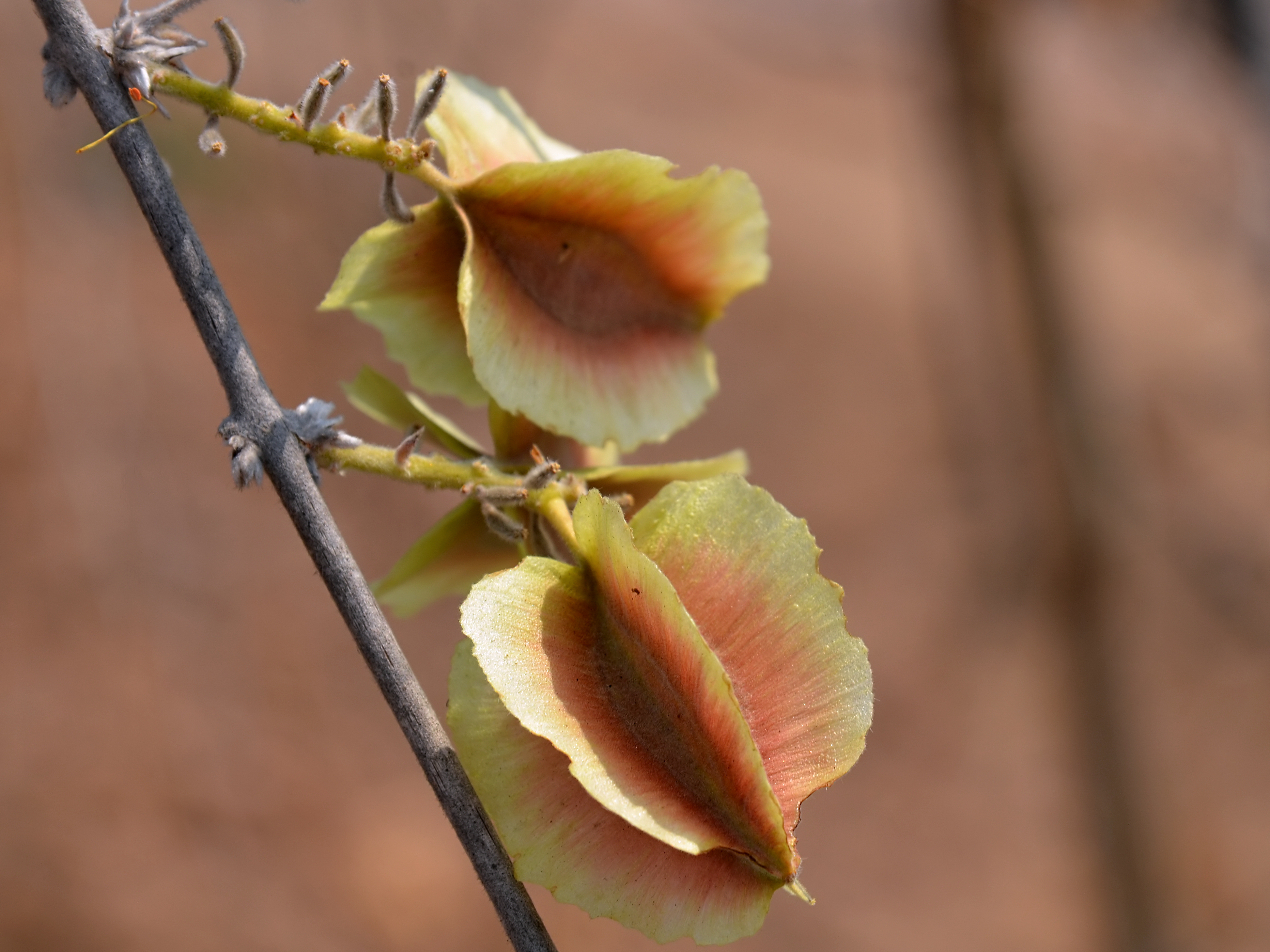
Detalle del fruto

## Taxonomía
Combretum mossambicense fue descrita por (Klotzsch) Engl. y publicado en Die Pflanzenwelt Ost-Afrikas C: 292. 1895.
Sinonimia
- Combretum cataractarum Diels
- Combretum detinens Dinter
- Combretum ischnothyrsum Engl. & Diels
- Combretum quangense Engl. & Diels
- Combretum rigidifolium Welw. ex Hiern
- Combretum trichopetalum Engl.
- Combretum ukambense Engl.[3]